# Dipartimento di Capital (Salta)
Capital è un dipartimento argentino, situato al centro della provincia di Salta, con capoluogo Salta, che è anche sede del governo provinciale.
Esso confina a nord con i dipartimenti di La Caldera e General Güemes; a est ancora con General Güemes e con Metán; a sud con il dipartimento di La Viña; e a ovest con i dipartimenti di Chicoana, Cerrillos e Rosario de Lerma.
Secondo il censimento del 2010, su un territorio di 1.722 km², la popolazione ammontava a 536.113 abitanti, con un aumento demografico del 13,4% rispetto al censimento del 2001.
Il dipartimento, nel 2001, era suddiviso in 2 comuni (municipios):
- Salta, capoluogo della Provincia
- Villa San Lorenzo